# Philip Handler
Philip Handler  (* 13. August 1917 in New York City; † 29. Dezember 1981 in Boston) war ein US-amerikanischer Biochemiker.

## Leben
Handler studierte Chemie am City College of New York mit dem Bachelor-Abschluss 1936, war 1937 bis 1939 Chemiker am US Regional Soybean Byproducts Laboratory und wurde 1939 an der University of Illinois bei Herbert Edmund Carter promoviert. Außerdem gehörte dort William C. Rose zu seinen Lehrern. Nach der Promotion war er Instructor, ab 1942 Assistant Professor, ab 1945 Associate Professor und ab 1950 Professor für Biochemie an der Duke University (Medical School). Ursprünglich hatte ihn William J. Dann dorthin gezogen, der über Pellagra forschte. Handler war 1950 bis 1969 Vorstand der Abteilung Biochemie an der Duke University, wurde 1961 James B. Duke Professor und blieb dort bis 1969, als er Präsident der National Academy of Sciences wurde. Das blieb er bis 1981. Nebenher war er 1970 bis 1981 Distinguished Professor of Medical Sciences an der George Washington University. Er wollte ursprünglich nach Ende seiner Amtszeit 1981 zur Duke University zurückkehren, erkrankte aber an einem Lymphom und starb bald darauf.
Er befasste sich anfangs mit Ernährung (inklusive Mangelerscheinungen) und Stoffwechsel und trug wesentlich zur Klärung der Mechanismen der Pellagra als Nikotinsäure-Mangel bei, die damals besonders in den Südstaaten der USA verbreitet war. An der Variante der Krankheit bei Hunden fand er, dass die eigentliche Ursache die überwiegende Ernährung durch Mais war. Später fanden andere, dass Mais arm an Tryptophan war, das als Stoffwechsel-Vorläufer von Nikotinsäure dienen kann. Die Forschung führte er Anfang der 1940er Jahre teilweise mit William J. Dann und William A. Perlzweig aus.
Er entdeckte auch die Produktion ein Ein-Kohlenstoff-Molekülen im Stoffwechsel (bei der Untersuchung des Abbaus von Sarkosin zu Glycin mit Mary L. C. Bernheim und J. Raymond Klein) und fand, dass bei Säugetieren Methionin die einzige Quelle für Methylgruppen im Stoffwechsel ist und diese nicht gespeichert werden. Weiter befasste er sich mit dem Stoffwechsel von Koenzymen, biologischen Oxidationen, Mechanismen von Enzym- und Hormon-Wirkung, Stoffwechsel von Aminosäuren, der Rolle der Niere bei Bluthochdruck und biochemischer Evolution. Er ist auch für ein frühes Biochemie-Lehrbuch bekannt.
Als Präsident der National Academy of Sciences setzte er sich für Raumfahrtkooperation mit der Sowjetunion ein. Er war auch mitverantwortlich für den Ausbau des National Institute of Health und seiner Institute.
1971 wurde er Mitglied der Leopoldina. Er war Mitglied der National Academy of Sciences (1964) und war 1969 bis 1981 deren Präsident. 1981 erhielt er die National Medal of Science. 1964 bis 1974 war er im wissenschaftlichen Beratungskomitee des US-Präsidenten. 1975 erhielt er die Kopernikus-Medaille der Polnischen Akademie der Wissenschaften. Handler war Mitglied der American Academy of Arts and Sciences (1966) und der American Philosophical Society. Er war mehrfacher Ehrendoktor (u. a. Hebräische Universität Jerusalem). Nach Handler ist die Handler Ridge, ein Gebirgskamm im ostantarktischen Viktorialand, benannt.
1939 heiratete er seine Kommilitonin Lucille Marcus, mit der er zwei Söhne hatte.

## Schriften
- mit E. L. Smith, R. L. Hill, I. R. Lehman, R. J. Lefkowitz, A. White: Principles of Biochemistry, 7. Auflage, McGraw Hill 1983 (zuerst mit Emil L. Smith, DeWitt  Stetten, Abraham White 1954)
- Herausgeber: Biology and the Future of Man, Oxford University Press 1970